# Hetton, North Yorkshire
Hetton är en ort i civil parish Hetton-cum-Bordley, i kommunen North Yorkshire, Storbritannien. Den ligger i grevskapet North Yorkshire och riksdelen England, i den centrala delen av landet, 300 km norr om huvudstaden London. Hetton ligger 211 meter över havet och antalet invånare är 130. Hetton var en civil parish 1866–2012 när blev den en del av Hetton cum Bordley. Civil parish hade 83 invånare år 1961. Byn nämndes i Domedagsboken (Domesday Book) år 1086, och kallades då Hetune.
Terrängen runt Hetton är kuperad åt nordost, men åt sydväst är den platt. Runt Hetton är det mycket tätbefolkat, med 1 135 invånare per kvadratkilometer. Närmaste större samhälle är Keighley, 19,0 km sydost om Hetton. Trakten runt Hetton består i huvudsak av gräsmarker.